# 瓦依公國
瓦依公國（英語：Principality of Wy），也譯作懷俄公國，是位處於澳洲雪梨郊外的摩士曼自治市的一個私人國家。由地方政府官方授權認可而成立。

## 歷史
1960年，時年十八歲的保羅畫了瓦依公國亲王形象的自畫像。深紅色背景的畫中，王子拿著一銀杖，身穿披風。保羅保留了他想出的「瓦依」這個名字。
1993年，保羅希望能在他住家前興建一道通往他車庫的路。並向莫斯曼市申請開路。但因為保羅家前的路是叢林保護區，加上市政府的一再拖延，生氣的保羅對外發布了瓦依公國的獨立宣言。
2004年11月15日，莫斯曼市長在大會堂於媒體們面前欣然接受並宣布保羅的獨立宣言，瓦依公國正式從莫斯曼市獨立。
2005年，保羅阻止了封路。2006年，莫斯曼市政府承認錯誤，將再次投票解決這些問題，預計於2008年徹底解決。
2010年，瓦依公國參加由麥覺理大學贊助的第一屆澳洲丹格尔岛微型國家領導人會議。

## 行政区划
領土全體即為首都。

## 地理
保羅王之王宮。

## 經濟
保羅國王正經營藝術學校。以其所得為全國所得。

## 交通
藝術學校中內設有電梯。